# Helena Bulaja
Helena Bulaja (Split, 6. prosinca 1971.) je međunarodno priznata hrvatska multimedijska umjetnica, filmska redateljica, scenaristica, dizajnerica i producentica.

## Životopis
Rođena je u Splitu, studirala je povijest umjetnosti i komparativnu književnost na Filozofskom fakultetu u Zagrebu.
Aktivno djeluje u digitalnim medijima, dizajnu, umjetnosti i filmu od 1994. godine. Radila je kao grafička urednica, dizajnerica i ilustratorica u nekoliko hrvatskih kompjutorskih časopisa (Computerworld Hrvatska, Net, Vidi), a 1995. godine započela je djelovanje u digitalnim umjetnostima. Tijekom 1990-tih njezini interaktivni umjetnički projekti, uglavnom zaokupljeni metaforama i stvarnošću teleprezentnosti, te suodnosom stvarnog svijeta i cyber prostora, istaknuti su u časopisu Hotwired, te predstavljeni na izložbi Ars Electronica u Linzu, Austrija.
Godine 2000. pokrenula je jedan od najuspješnijih hrvatskih multimedijskih projekata, animiranu i interaktivnu obradu bajki iz zbirke Priče iz davnine Ivane Brlić Mažuranić, koja je u tisku istaknuta kao "možda najvažniji hrvatski kulturni projekt za 21. stoljeće". Projekt je privukao veliku pozornost, predstavljen je na preko 30 međunarodnih konferencija i festivala novih medija, animacije i filma, te je osvojio brojne ugledne nagrade i priznanja poput onih na festivalu FlashForward 2002 u San Franciscu, na Lucca Comics&Games 2004, na Međunarodnom festivalu obiteljskog filma 2007. godine u Hollywoodu, te Plakete grada Zagreba. Projekt Priče iz davnine i u međunarodnim je okvirima predstavljao korak naprijed u otkrivanju veza između digitalnih medija i klasične književnosti. Također, nastao je na jedinstven način, suradnjom osam neovisnih timova suradnika i autora iz cijelog svijeta (Australija, Njemačka, Francuska, SAD, Kanada, Engleska, Škotska...), čiji je rad koordiniran putem Interneta. U projektu su sudjelovali poznati međunarodni animatori, redatelji, glazbenici i drugi umjetnici kao što su Christian Biegai, Nathan Jurevicius, Laurence Arcadias, Ellen McAuslan, Mirek i Polina Nisenbaum, Alistair Keddie, Edgar Beals, Katrin Rothe, Brenda Hutchinson, Leon Lučev, Sabina Hahn, Erik Adigard i drugi. Svaki od osam timova prenio je po jednu bajku iz slavne zbirke Ivane Brlić Mažuranić u digitalni svijet, imajući pri tome potpunu kreativnu slobodu. Helena Bulaja bila je glavna urednica, voditeljica, redateljica i dizajnerica projekta, a pored toga je autorica i redateljica animiranog filma Regoč.
S međunarodnim timom autora od 2006. godine Helena Bulaja razvija svoj novi projekt, eksperimentalni interaktivni dokumentarni film Mehaničke figure, inspiriran Nikolom Teslom, u kojemu priče i razmišljanja o Tesli iznose neki od najitrigannijih i najinspirativnijih svjetskih umjetnika, znanstvenika i teoretičara poput redatelja montipajtonovca Terryja Gilliama, glumca Andyja Serkisa, glazbenice i umjetnice Laurie Anderson, umjetnice Marine Abramović, pisca Christophera Priesta, teoretičara Douglasa Rushkoffa, znanstvenika i predsjednika sveučilišta Kyoto Hiroshija Matsumota i mnogih drugih. Ovaj animirani interaktivni dokumentarac preispituje film kao umjetničku formu u dobu mobilnih uređaja i Interneta, te gledatelja vodi kroz proces kreacije, kružeći svijetom od Zagreba, preko Londona, Pariza, Budimpešte, New Yorka, do Tokyja i Novog Zelanda, zahvaćajući sadašnjost, budućnost i prošlost tehnološkog i društvenog razvoja kojega su inicirali neki od glavnih Teslinih izuma, od izmjenične struje do radija. Projekt se realizira u nekoliko formi: kao dugometražni film za veliko platno, ali i u formi kratkih interaktivnih filmova prilagođenih za mobilne uređaje i Internet, zatim u obliku fotomonografija itd.Film je ujedno i dobitnik potpore MEDIA EU agencije za razvoj audiovizualnih djela kao prvi hrvatski dokumentarni film. Razvoj i produkciju podržali su HAVC, Ministarstvo kulture RH, Gradski uredi za kuluturu grada Zagreba i Splita i Zaklada Adris.
Helena Bulaja je pokrenula razvoj serije inovativnih aplikacija za iPhone i iPad, te novih interaktivnih multimedijskih sadržaja za djecu. Najnoviji projekt je animirani i interaktivni serijal Mice (The Cat Time Story) koji se temelji na pričama zagrebačke spisateljice Nade Horvat. Projekt je u predprodukciji, te je u rujnu 2010. predstavljen na prestižnom Cartoon Forumu u Sopronu u Mađarskoj. I ovaj autorski projekt Helene Bulaja je dobitnik potpore MEDIA EU agencije za razvoj audiovizualnih djela kao prva hrvatska animirano filmska produkcija.

### Privatni život
Helena Bulaja odrasla je u Splitu. Živi u Zagrebu, i majka je četvero djece.

## Djela

### Animirani filmovi
- Priče iz davnine (2002. – 2006.), kolekcija animiranih i interaktivnih filmova prema zbirci bajki Ivane Brlić Mažuranić
- Regoč (2006.), kratki animirani film iz multimedijskog projekta Priče iz davnine
- Mice (The Cat Time Stories) (u razvoju), animirani serijal prema pričama Nade Horvat

### Dokumentarni filmovi
- Mehaničke figure (2007. – 2010.), eksperimentalni interaktivni animirani dokumentarni film inspiriran Nikolom Teslom

### Multimedijska izdanja
- Klasici hrvatske književnosti na CD-ROM-u (1999. – 2002.)
- CD-ROM-ovi Priče iz davnine (I. i II. dio) (2003. – 2006.)
- Šuma Striborova i Neva (luksuzna izdanja) (2007. – 2008.)

## Vanjske poveznice
- Osobne stranice Helene Bulaja
- Moje Čarobne Misli d.o.o. - producentska tvrtka Helene Bulaja za savjetovanje, razvoj i produkciju filmskih i krosmedijskih projekata
- Bulaja Naklada -  izdavačka tvrtka Helene Bulaja za elektronsko izdavaštvo, savjetovanje, razvoj i dizajn digitalnih izdavačkih projekata
- Biografija Helene Bulaja na www.bulaja.com  Arhivirana inačica izvorne stranice od 17. travnja 2010. (Wayback Machine)
- "Mehaničke figure_Inspirirani Teslom"
- Možda najvažniji hrvatski kulturni projekt za 21. stoljeće, Jutarnji list  Arhivirana inačica izvorne stranice od 6. travnja 2010. (Wayback Machine)
- Tesla je imao Internet u glavi, intervju Helene Bulaja na www.kulturpunkt.hr
- Projekt "Mehaničke figure" na Vimeo.com
- Projekt "Mice" ("The Cat Time Stories)
- Projekt "Mice" ("The Cat Time Stories) na Vimeo.com